# Archirhiza aurosa
Archirhiza aurosa är en manetart som beskrevs av Ernst Haeckel 1880. Archirhiza aurosa ingår i släktet Archirhiza och familjen Archirhizidae. Inga underarter finns listade i Catalogue of Life.